# Saint-Pouange
Saint-Pouange is een gemeente in het Franse departement Aube (regio Grand Est). De plaats maakt deel uit van het arrondissement Troyes. Saint-Pouange telde op 1 januari 2022 1.000 inwoners.

## Geografie
De oppervlakte van Saint-Pouange bedroeg op 1 januari 2022 10,02 vierkante kilometer; de bevolkingsdichtheid was toen 99,8 inwoners per km².
De onderstaande kaart toont de ligging van Saint-Pouange met de belangrijkste infrastructuur en aangrenzende gemeenten.

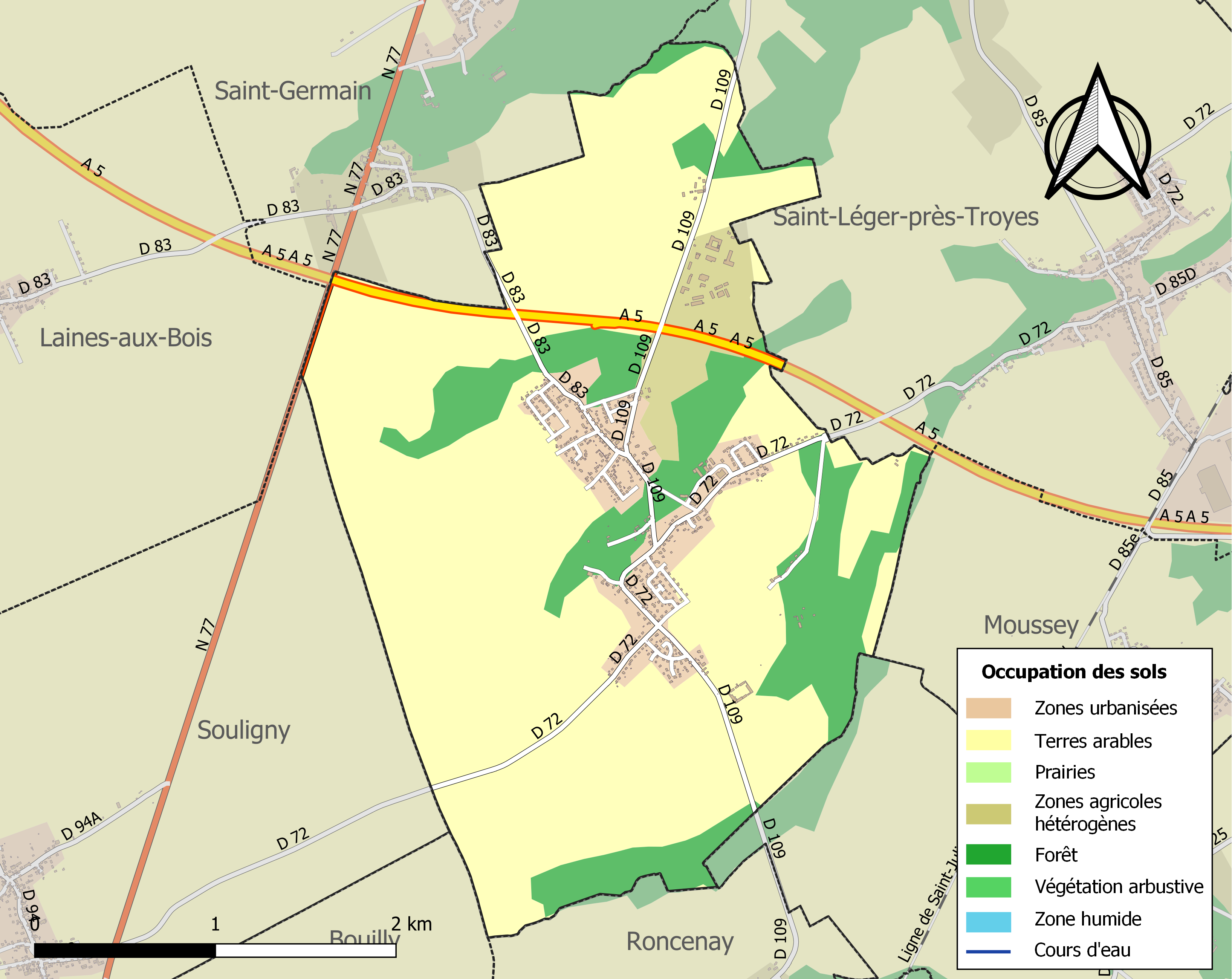

## Demografie
Onderstaande figuur toont het verloop van het inwonertal (bron: INSEE-tellingen).

Vanwege een beveiligingsprobleem met de MediaWiki Graph-software is het momenteel niet mogelijk deze grafiek weer te geven. Zodra de software is bijgewerkt zal de grafiek vanzelf weer zichtbaar worden.